# Vya (Nevada)
Vya es un área no incorporada ubicada en el condado de Washoe en el estado estadounidense de Nevada.

## Geografía
Vya se encuentra ubicado en las coordenadas 41°35′32″N 119°51′38″O / 41.59222, -119.86056.